# Žehušická kotlina
Žehušická kotlina je geomorfologický okrsek v severozápadní části Čáslavské kotliny, ležící v okresech Kolín a Kutná Hora ve Středočeském kraji a v okrese Chrudim v Pardubickém kraji.

## Poloha a sídla

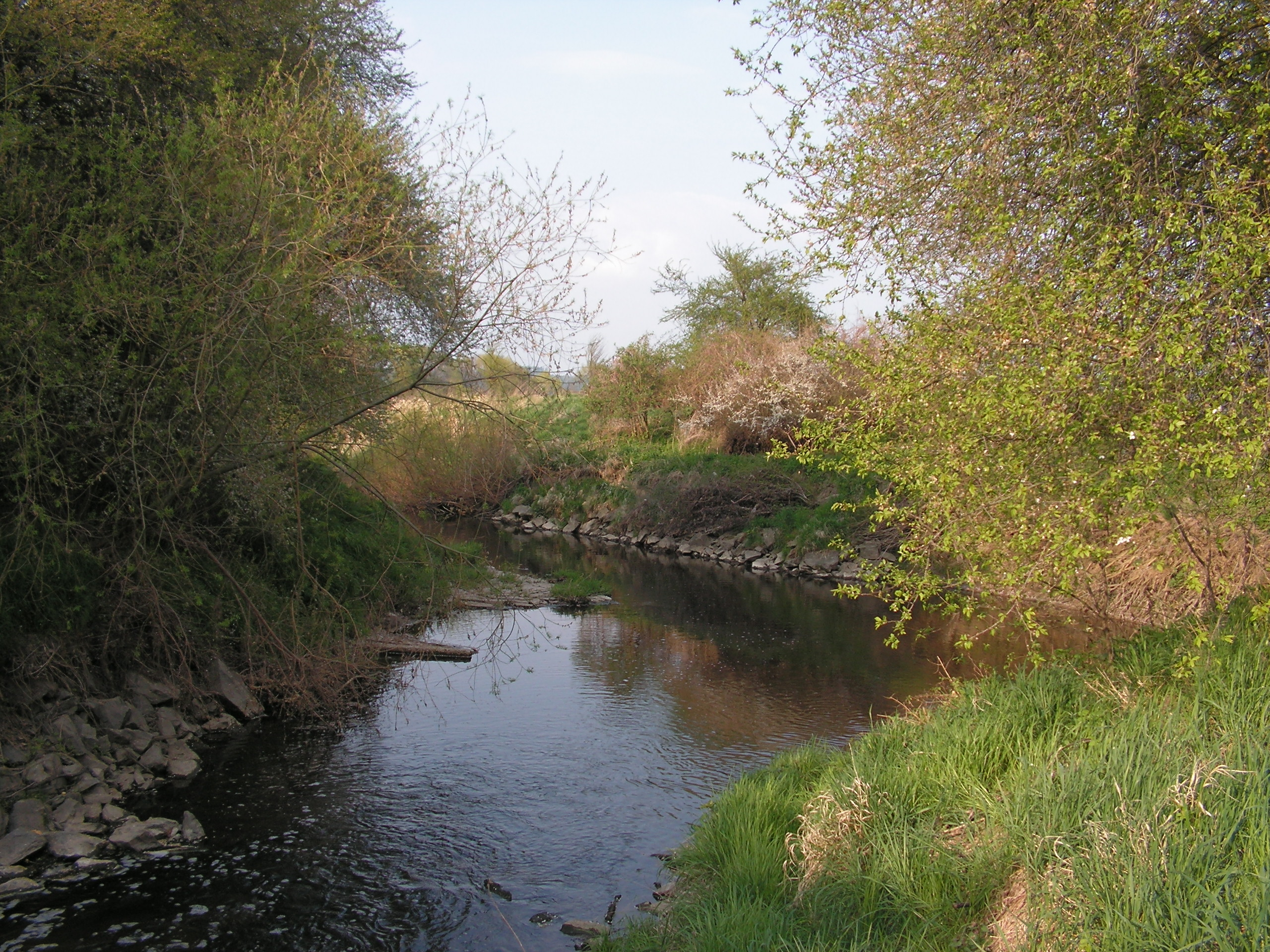
Ústí Brslenky do Doubravy

Území okrsku se nachází mezi sídly Kolín na severozápadě, Záboří nad Labem na severu, Podhořany u Ronova na jihovýchodě, Žleby na jihu a Čáslav na jihozápadě. Zcela uvnitř okrsku leží větší obce Církvice, Chotusice a Žehušice.

## Geomorfologické členění
Okrsek Žehušická kotlina (dle značení Jaromíra Demka VIB–3B–1) náleží do celku Středolabská tabule a podcelku Čáslavská kotlina.
Balatka a Kalvoda definuje Žehušickou kotlinu jako územně rozsáhlejší (zabírá i území Demkovy Labsko-klejnárské nivy), a člení ji na 3 podokrsky: Starokolínská rovina na severu, Mikulášská kotlina uprostřed a Církvická kotlina na jihu.
V Demkově vymezení kotlina sousedí s dalšími okrsky Středolabské tabule (Labsko-klejnárská niva na severozápadě, Ronovská tabule na jihu, Kolínská tabule na západě) a s celkem Železné hory na východě.

## Významné vrcholy
- Kamajka (231 m)
- Žehušická skalka (225 m)
- Na Kačinách (220 m)

Nejvyšším bodem okrsku je okrajová vrstevnice (280 m) při hranici s Železnými horami.